# 千葉雅子
千葉 雅子（ちば まさこ、1962年5月16日 - ）は、日本の女優、脚本家、演出家。
東京都出身。ザズウ所属。劇団「猫のホテル」主宰。血液型はO型。

## 略歴
國學院大學卒業後、会社員を続けながら、劇団旗揚げメンバーに加わり、中村まこと、森田ガンツ、市川しんぺーらとともに1990年に劇団「猫のホテル」を結成。
1991年「プレシャスロード」にて脚本家デビュー。以後、猫のホテルのほぼ全作の脚本を手掛ける。女優として他劇団への客演も多い。
2005年から2011年には村岡希美らと「真心一座 身も心も」を旗揚げ、座付き作家兼主演を務める。

## 出演

### 舞台

#### 真心一座身も心も公演
- 流れ姉妹 たつことかつこ（2005年 真心一座身も心も） - 根上たつこ 役
- 流れ姉妹 たつことかつこ〜ザ・グレートハンティング〜（2007年 真心一座身も心も） - 根上たつこ 役
- 流れ姉妹 たつことかつこ〜獣たちの夜〜（2009年 真心一座身も心も） - 根上たつこ 役
- 流れ姉妹 たつことかつこ〜エンド・オブ・バイオレンス〜（2011年 真心一座身も心も） - 根上たつこ 役

#### 外部公演
- 溺愛ブギーギャル（2003年 劇団はえぎわ）
- 青十字（2003年 KERA・MAP） - テテコ 役
- 東京タワー 〜オカンとボクと、時々、オトン〜（2007年） - 藤本香苗（オカンの妹）・中山冨美子（オトンの母） 役
- 岸家の夏（2011年 劇団鹿殺し） - 夕子 役
- 狂人なおもて往生をとぐ（2023年）[6]
- きょんとちば Vol.5 -マイノリ60s-（2024年）[7]
- チェリー・ホープを知ってるかい。（2024年）[8]
- チェーホフを待ちながら（2025年公演予定）[9]

### テレビドラマ
NHK
- 生むと生まれるそれからのこと（2011年）
- 小暮写眞館（2013年） - 花菱栄美 役
- 鼠、江戸を疾る（2014年） - お稲 役
- そこをなんとか2（2014年） - 中村葉子 役
- この声をきみに（2017年） - 北里法子 役
- 貸しボート十三号（2020年） ‐ 岩下トミ 役

日本テレビ
- ラストプレゼント 娘と生きる最後の夏（2004年） - 大川健太の母 役
- 女王の教室（2005年）
- 斉藤さん2 第2シーズン（2013年） - 横田睦美 役
- 金田一少年の事件簿N(neo)（2014年） - 海老沢恵子 役
- オクトー 〜感情捜査官 心野朱梨〜（2022年） - 望月暁子 役

TBS
- 父よ、あなたはえらかった〜1969年のオヤジと僕（2009年）
- 家族八景 Nanase,Telepathy Girl's Ballad（2012年） - 桐生照子 役
- こうのとりのゆりかご〜「赤ちゃんポスト」の6年間と救われた92の命の未来〜（2013年） - 金子明子 役
- ペテロの葬列（2014年） - 田中葵 役
- 重版出来!（2016年） - 三蔵山時枝 役
- IQ246〜華麗なる事件簿〜（2016年） - 大山雅代 役
- 月曜名作劇場 「ミステリー作家・朝比奈耕作シリーズ2」（2018年） - 羽鳥三都子 役

フジテレビ
- 医龍-Team Medical Dragon-（2006年） - 村田美恵子 役
- 世にも奇妙な物語
  - 「呪い裁判」（2009年） - 辰巳イト 役
- マルモのおきて（2011年） - 塩沢民子 役
  - スペシャル
  - スペシャル2014
- リーガル・ハイ（2012年） - 女性霊媒師 役
- ゴーイング マイ ホーム（2012年） - 園田先生 役
- よろず占い処 陰陽屋へようこそ（2013年） - 高野明美 役
- アンダーウェア（2015年） - 田中麗子 役
- 秘密〜THE TOP SECRET〜 第7話・第8話（2025年3月10日・17日、関西テレビ） - 吉田さなえ 役[10]

テレビ朝日
- 時効警察（2007年） - 七海真実 役
- 緊急取調室（2017年） - 本郷刑事 役
- トットちゃん! （2017年） - 榎木カツ 役
- BG～身辺警護人～（2018年） - 高木祥子 役
- 相棒 Season17 第3話 「辞書の神様」（2018年10月31日） - 家政婦・佐知江 役[11]
- 特捜9 Season3（2020年） - 長谷岡幹子 役
- ケイジとケンジ、時々ハンジ。第2話（2023年） - 木崎陽子 役
- シッコウ!!〜犬と私と執行官〜 第6話（2023年） - 長窪頼子 役[12]

テレビ東京
- 週刊真木よう子（2008年） - 加藤礼子 役
- 俺たちは天使だ! NO ANGEL NO LUCK 第4話（2009年7月22日）
- 孤独のグルメ Season2 第12話 （2012年12月26日） - 娘 役
- 玉川区役所 OF THE DEAD（2014年） - 赤羽みどり 役
- 現ナマ弁護士（2017年） - 岩崎淑江 役
- 水曜ミステリー9
  - 「邪魔〜主婦が堕ちた破滅の道（2015年） - 小室和代 役

BSジャパン
- この世で俺/僕だけ（2013年）

WOWOW
- 虫籠の錠前（2019年） - ボス・ゴッドマム 役
- ダブルチート 偽りの警官 Season2 第6話・第7話（2024年8月3日・10日） - 中学教師 役[13]

### 配信ドラマ
- アンダーウェア（2015年秋、Netflix） - 田中麗子 役 ※配信後にフジテレビ系列で放送[14]
- 夫のちんぽが入らない（2019年3月20日配信、FOD/Netflix） - 渡辺京子 役

### 映画
- とらばいゆ（2002年）
- 近未来蟹工船レプリカントジョー（2003年）
- アニムスアニマ（2005年） - 京子 役
- ブラック会社に勤めてるんだが、もう俺は限界かもしれない（2009年） - 瀬古さだ子 役
- 裁判長!ここは懲役4年でどうすか （2010年） - 被害者の母 役
- 行け!男子高校演劇部（2011年） - 金子スミレ 役
- ラブクラフト・ガール（2013年）-東陽子 役
- エイプリルフールズ（2015年） - 安田好恵 役
- この世で俺／僕だけ（2015年） - 寺内智美 役
- ロマンスドール（2020年）
- ひとりぼっちじゃない（2023年）[15]
- 老ナルキソス（2023年）
- もしも徳川家康が総理大臣になったら（2024年） - 常盤英子 役

### テレビアニメ
- OVERMANキングゲイナー（ルブル）

## 主な作品

### 脚本
- ファンタズマ〜呪いの館〜（2004年）
- 怪奇大家族（2004年）
- Girl's BOX (テレビドラマ)（2005年）
- RUN AWAY GIRL 流れる女（2005年）
- ママが料理をつくる理由（2007年）
- 女優A（2011年）監督・脚本